# Divinità di un nomo (58.192)
La statuetta raffigurante la divinità di un nomo, situata al Brooklyn Museum e catalogata con indice di inventario 58.192, è un'antica statua egizia in gneiss, frammentaria, risalente alla III dinastia egizia e raffigurante una divinità egizia maschile, personificazione di uno dei nòmi in cui era suddiviso il territorio dell'antico Egitto. Finemente ricavata da una pietra particolarmente dura come lo gneiss, è indizio dell'alta qualità artistica raggiunta durante il regno dell'importante faraone Djoser (ca. 2680–2660 a.C.), fondatore della III dinastia egizia.
Fu rinvenuta a Saqqara, nel Complesso funerario di Djoser, ove doveva trovarsi all'interno di una delle piccole nicchie delle cappelle nel cortile dedicato al giubileo Heb-Sed del faraone. Si ha notizia, dal sito, di altre due statuette dello stesso tipo e delle stesse dimensioni. Nessun'iscrizione rivela l'identità del soggetto raffigurato, ma considerazioni di tipo iconografico portano a supporre che si tratti di una divinità distrettuale.
La figura, mancante dalle ginocchia in giù e addossata a un grande pilastro dorsale, impugna un coltello e ha il capo sormontato da una parrucca a forma di elmetto; indossa un inusuale pene finto attaccato al pube. Il corpo del dio è atletico e giovanile e riflette il canone della bellezza maschile dell'Antico Regno.